# Ніжин (станція)
Ніжин — вузлова дільнична станція 1-го класу Київської дирекції Південно-Західної залізниці на перетині ліній Ніжин — Київ, Чернігів — Ніжин та Бахмач — Ніжин.

## Історія
25 січня 1857 року в Російській імперії вийшов указ про спорудження першої залізниці.
Найпершу в Україні залізницю Одеса-Головна — Балта завдовжки 213 км, будували протягом трьох років (1862—1865). Після чого постала необхідність і в залізничному сполученні Києва з центром Російської імперії.
За архівними документами будівництво залізничної Курсько-Київської магістралі почалось 1 травня 1867 року. У районі Ніжинщини роботи велись на низькому технічному рівні, бракувало елементарних умов для охорони праці. Робітники часто хворіли, тому в Ніжині й Сиволожі діяли лазарети.
Прокладаючи полотно залізниці по болотистій місцевості сіл Синяків, Володькової Дівиці, Кагарлика, Кунашівки та Переяслівки, не обходились без насипів і труб. Під час весняних паводків вода заливала околиці, що завдавало великих збитків селянам. І все ж залізницю збудували. 17 грудня 1868 року нею відкрився рух потягів.
Невдовзі на станції Ніжин з'явилось приміщення для квиткових кас та зал відпочинку. Це приміщення існує й зараз. У ньому розміщені адміністративно-технічні служби. Будинок теперішнього вокзалу споруджено 1889 року.
Вокзал побудували на відстані 5 км від міста. Це був єдиний в Російській імперії вокзал, який мав таке розташування. Ходили чутки, що це було своєрідною помстою керівництва залізниці, за те, що місто не дало відповідного хабара (в Курську з цієї ж причини вокзал побудований за 7 км від міста). Це мало деякі незручності, як для мешканців Ніжина, так і для приїжджих. Та попри це, місто досить швидко перетворилося на важливий залізничний пункт з вивозу сільськогосподарської продукції, а з побудовою вузькоколійки до Чернігова — на вузлову станцію. У зв'язку зі збільшенням населення Привокзальної Слободи — робітничого передмістя Ніжина, що виникло навколо залізничної станції в другій половині XIX століття правлінням Московсько-Київської залізниці було відкрито залізничну школу. В ній було два початкових класи на 50 учнів і два вчителі. Орендували приміщення на вулиці Вокзальна слобода та в Товарному провулку.
Станція Ніжин продовжувала швидко розбудовуватися й згодом перетворена у великий залізничний вузол.

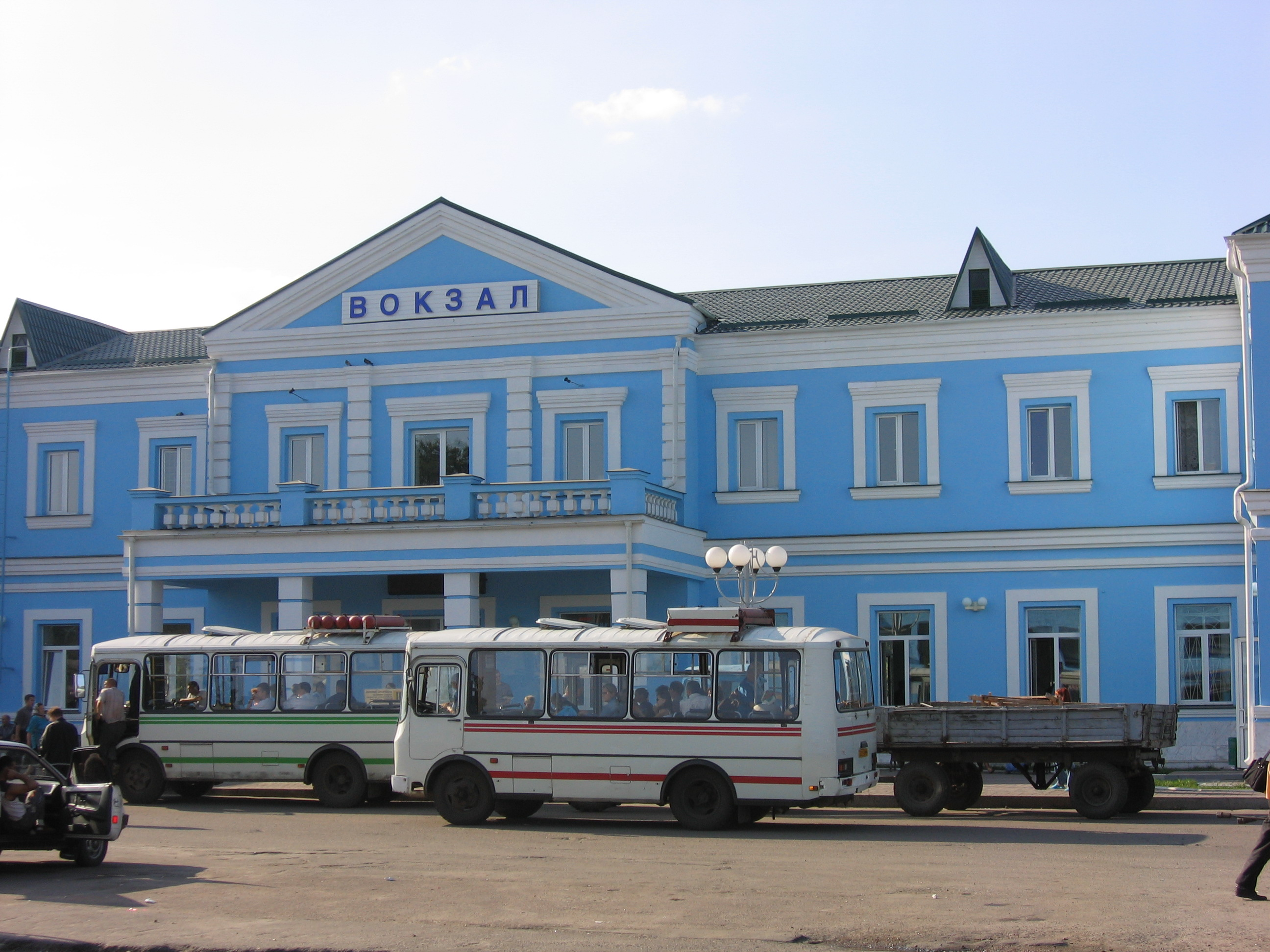
Залізничний вокзал
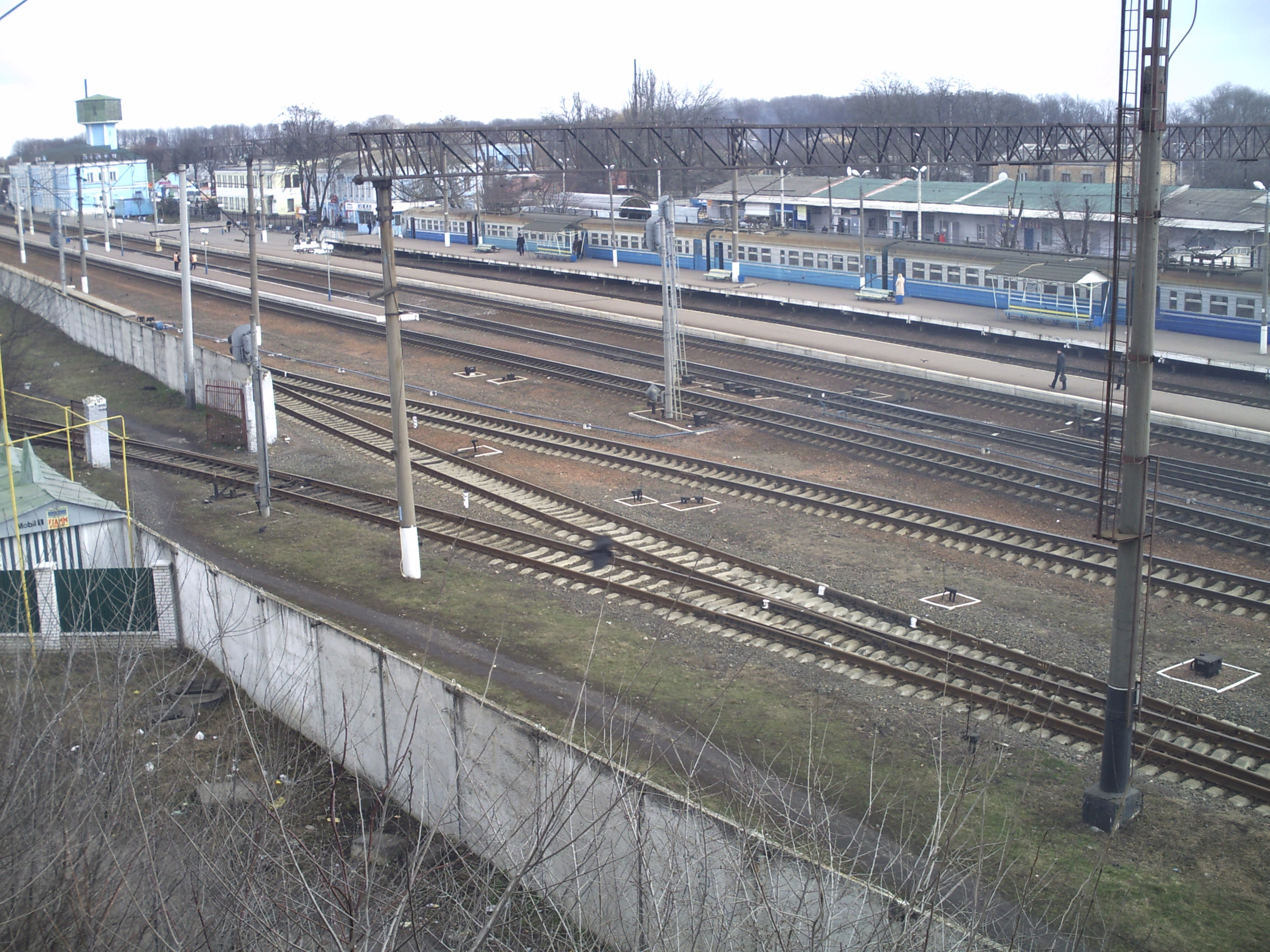
Залізнична станція Ніжин
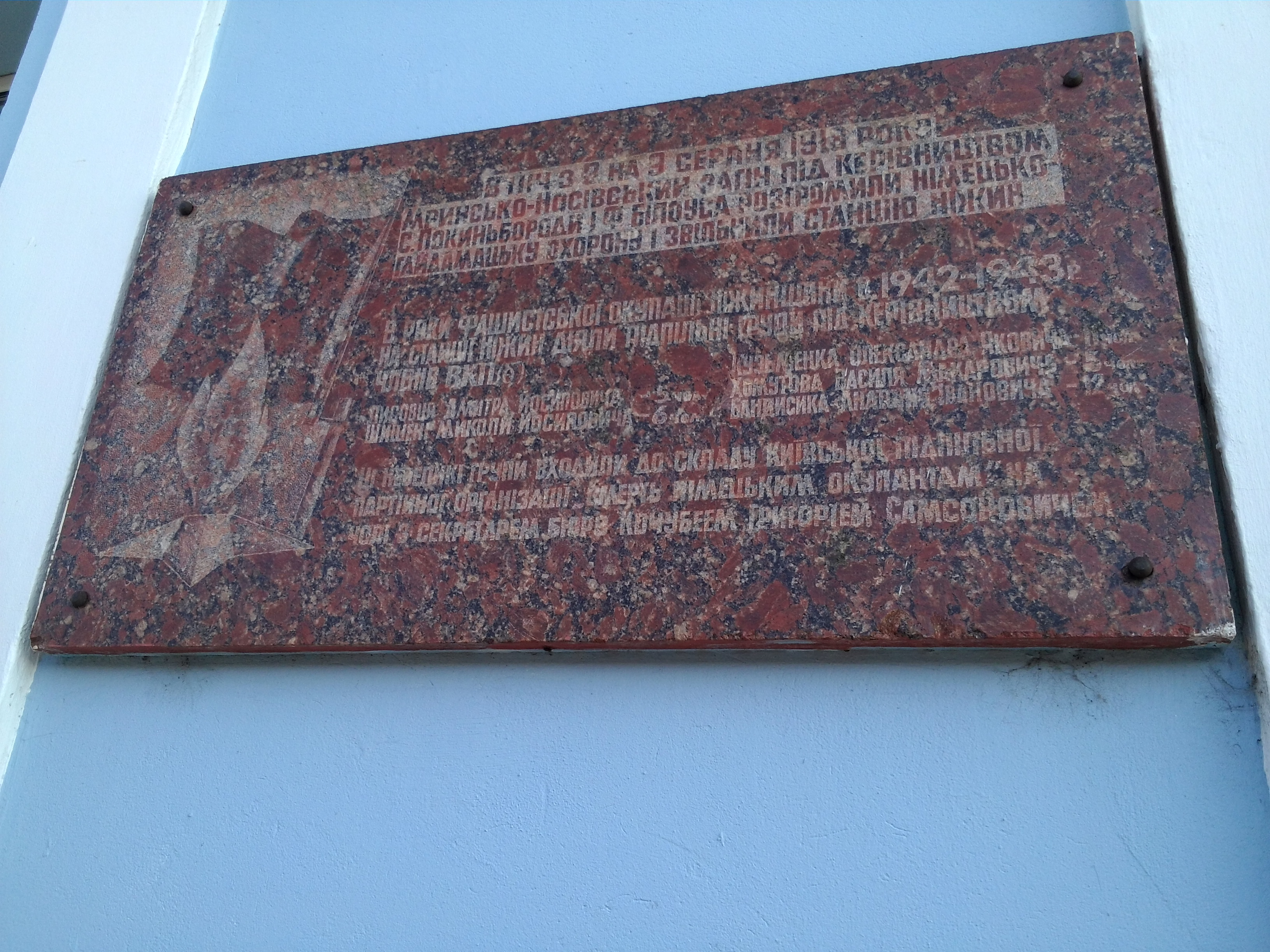
Меморіальна дошка на будівлі вокзалу

У 1895 році розпочалося будівництво залізничної лінії від станції Крути.
У 1898 році через Ніжин було перевезено 1 млн. 400 тис. пудів зерна. У 1908 році — 7 млн. 249 тис. пудів. 19 % вантажів становили жито, цукор-пісок, овес, цукор-рафінад, риба, тютюн, сіль, крупа, мануфактурні та інші товари.
З 1909 року основними вантажами стали тютюн і огірки. На всеросійський ринок 1909 року відправлено 250 вагонів огірків, у 1913 році — 500 вагонів. Солоні ніжинські огірки перевозились у Берлін, Париж, Амстердам та інші міста.
Зростала й кількість перевезених пасажирів. За 1913 рік — 90 тис. чоловік. Ще більшого значення набуває станція Ніжин у зв'язку з будівництвом залізничної колії Ніжин — Чернігів, яка введена в експлуатацію 22 листопада 1925 року.
Будівництво залізничної колії Ніжин — Прилуки закінчується в листопаді 1928 року. Усе це зробило Ніжин важливим залізничним пунктом.
Під час Другою світової війни 1943 р., 10 жовтня 1943 року — внаслідок бомбардування залізничної станції Ніжина німецько-фашистською авіацією загинуло майже 3 тисячі осіб. Їх поховали у 10-ти братських могилах.
У 1965 році через залізничну колію збудували автомобільний міст, що дало змогу краще використовувати автомобільний транспорт міста та області.
У 1964 році станцію було електрифіковано у складі лінії Бровари — Ніжин, а в 1967 році електрифіковано лінію Ніжин — Конотоп — Зернове змінним струмом. Потяги на електротязі почали курсувати між Києвом, Конотопом та Москвою, а приміські електропотяги — між Києвом, Бахмачем та Конотопом.
З червня по вересень 1999 року відбулась реконструкція залізничного вокзалу та відкриття руху електропоїздів через Ніжин на Чернігів. Будівельно-реконструційні роботи були пов'язані з модернізацією залізничної інфраструктури на ділянці Київ — Чернігів та електрифікацією ділянки Ніжин — Чернігів. Урочисту церемонію відкриття руху поїздів здійснював Президент України Л. Д. Кучма.
Нині Південно-Західна залізниця, яка сполучає Хутір-Михайлівський, Конотоп, Ніжин, Київ, Фастів I, Козятин I, Бердичів, Шепетівку й Здолбунів, електрифікована. Це одна з найважливіших залізничних магістралей країни.

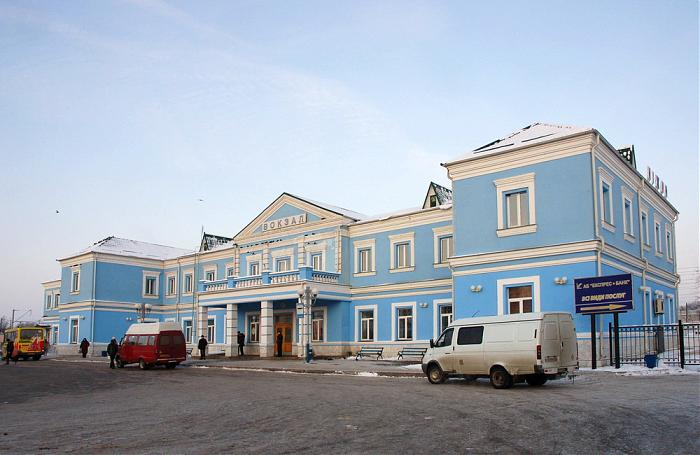
Вокзал
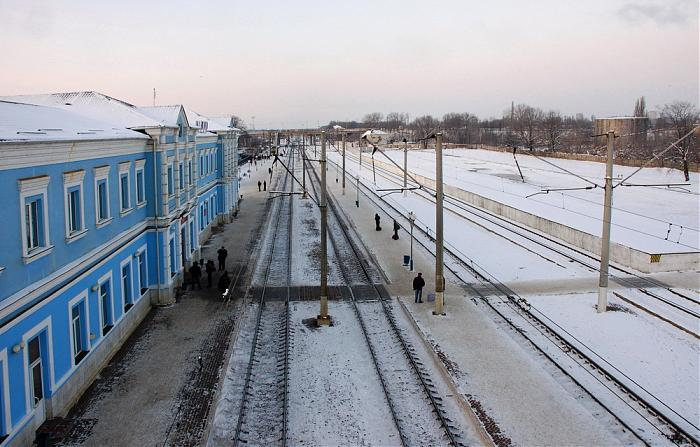
Станція взимку
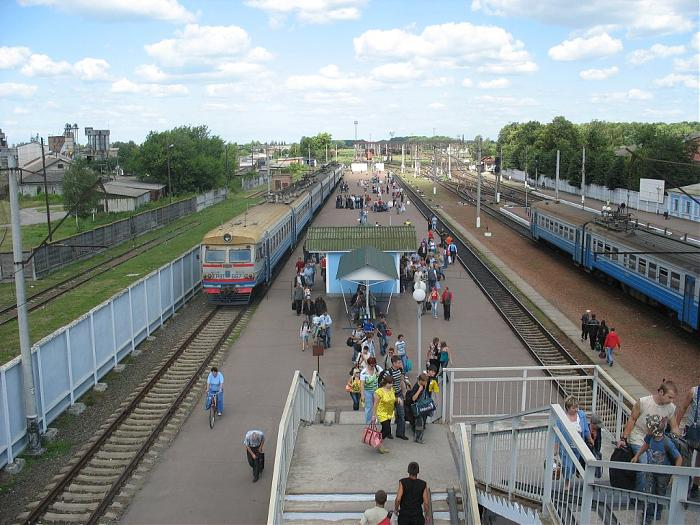
Платформи станції
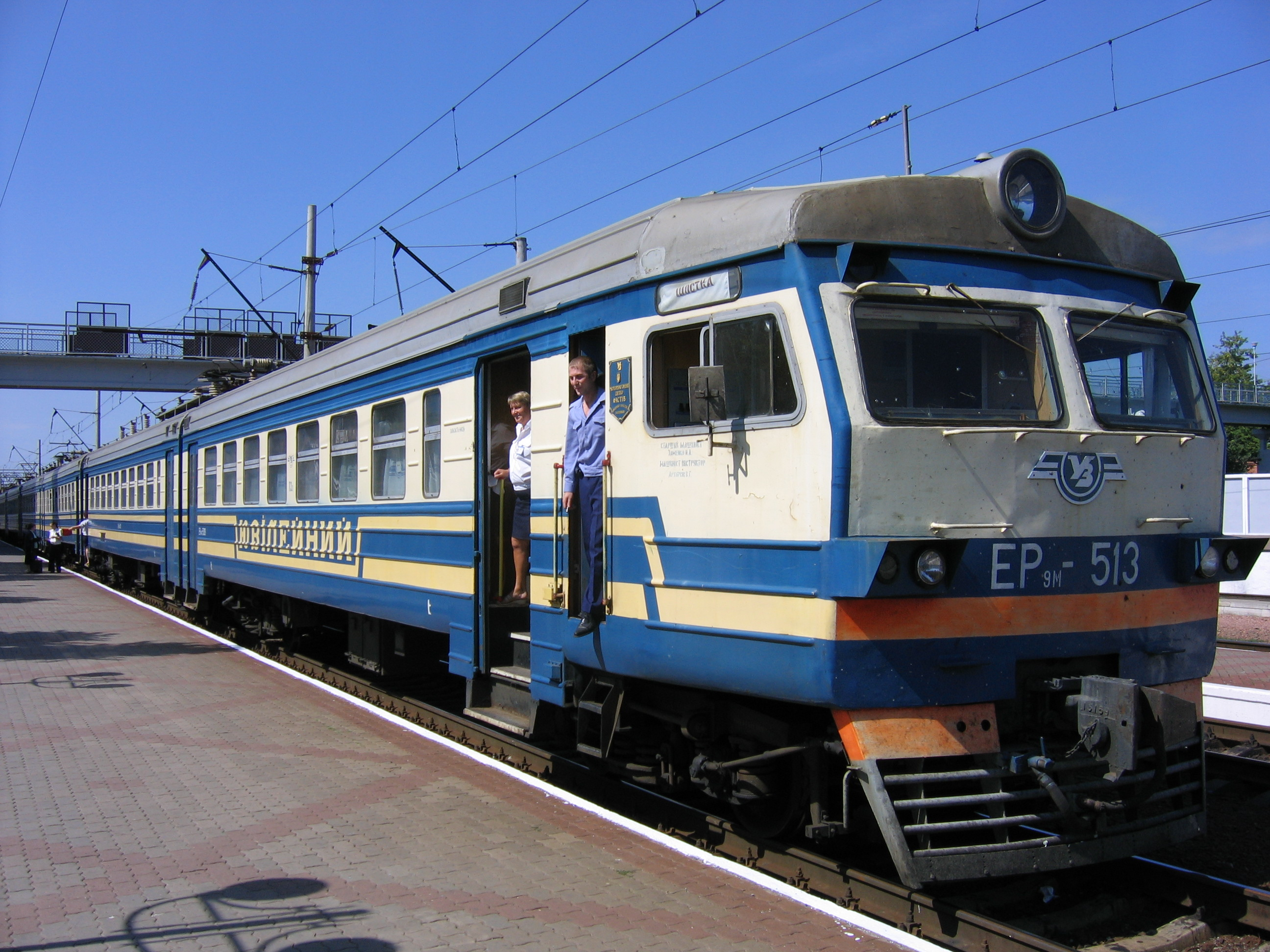
Електропоїзд ЕР9M-513 на станції Ніжин

## Послуги
Станція Ніжин надає майже увесь спектр пасажирських та вантажних перевезень, зокрема наступні послуги пасажирського вокзалу:
Послуги багажного відділення
- Попереднє приймання від пасажирів багажу та вантажобагажу
- Маркування місця багажу, вантажобагажу
- Зберігання 1 місця прибулого багажу, вантажобагажу

Камери схову
- Зберігання ручної поклажі в автоматичних камерах схову
- Зберігання ручної поклажі в стаціонарній камері схову
- Примусове відкриття на прохання пасажира автоматичної камери схову

Носій
- Перевезення носієм 1 місця ручної поклажі

Проживання пасажирів
- Проживання транзитних пасажирів в кімнатах відпочинку
- Користування кімнатами
- Користування залом очікування

Довідки
- Видача складних довідок

- Інші послуги

Оголошення по вокзальному радіо інформації на прохання пасажира
Інші послуги
- Послуги душу
- Послуги ксероксу
- Виділення місць для збереження велосипедів

## Адреса
- 16600, Чернігівська область, м. Ніжин, вул. Вокзальна, 8